# Humberto Benítez Casco
Humberto Benítez Casco (Rosario, Colonia, 30 de abril de 1946 - 24 de noviembre de 2004) fue un poeta y profesor de literatura uruguayo.

## Biografía

### Ámbito literario
En su primer libro de poemas Cristal y Cristal (1977), Roberto Ibáñez, crítico y poeta uruguayo, dice en el pórtico del mismo acerca de Benítez Casco:
"Un auténtico poeta se adelanta. Nacido en Rosario del Colla. Movido por la sagrada certidumbre de que la poesía niega el rostro de absortos resplandores
a quien no se le rinde con amor absoluto. Atento a los mensajes más altos. Modelador de una llama secreta que se hace en su verso música transparente." Para
agregar más adelante: "La poesía no es para Benítez amena y prescriptible aventura o enternecida equivocación de juventud, sino un preferirser a sangre y lágrima y un proferirse
inacabable, desde la necesaria temporalidad, en duro careo con lo eterno. Ha escogido para verterse el destino más arduo. Lo asume, llegará."
Recibió el Primer premio de la Intendencia de Montevideo por El revés de los signos en 1980 y el segundo premio por Oro en el mismo año.
En 1990 obtiene el Primer premio de poesía del Ministerio de Educación y Cultura, además de reconocimientos en Francia, España, México y Argentina. Su primer libro Cristal y cristal fue traducido al francés por Zuleika Ibáñez.
Posee una valiosa obra en prosa, casi inédita, que abarca numerosos ensayos sobre los más grandes líricos de la lengua española,
tales como San Juan de la Cruz, Góngora, Quevedo, Juan Ramón Jiménez, así como también sobre Stéphane Mallarmé. Dictó conferencias sobre "La
música y la palabra“ y “La poesía de Sara de Ibáñez".
Su soneto "El Labrador" obtuvo el Primer Premio en el Concurso Nacional de Poesía organizado por la Escuela Nacional de Declamación, en homenaje a Cezarina Dos Santos Álvarez, en el año 1980.

### Ámbito docente
Cursó estudios de Literatura en el Instituto de Profesores Artigas de Uruguay y ejerció la docencia en varios liceos del interior del país y de la capital. Dictó cursos de Literatura Española en el Instituto de Filosofía, Ciencias y Letras de Montevideo.
En 1975, dirigió en su ciudad natal el semanario literario, “La Gaceta de Rosario“, entre cuyos colaboradores se encontraban nombres destacados de las letras uruguayas como Roberto Ibáñez, Carlos Real de Azúa y Francisco Anglés y Bovet, el profesor Domingo Bordoli, entre otros. Fallece el 24 de noviembre de 2004 a los 58 años, en Rosario.

## Obras
- 1977,, Cristal y Cristal (
- 1980, Oro
- 1982, El revés de los Signos
- 1988, Pasión de lo invisible
- 1992, A pesar de la muerte y otros poemas

Obras inéditas: Ética poética (Apotegmas), Ensayos, artículos y Conferencias.